# Koninklijke Fanfare St. Cecilia, Kanne
De Koninklijke Fanfare St. Cecilia, Kanne is een fanfareorkest uit Kanne, nu deelgemeente van Riemst, dat opgericht werd in 1848.

## Geschiedenis
De toenmalige Pastoor Stassen en de koster Straetmans waren de belangrijkste initiatiefnemers voor de oprichting van de fanfare. De laatstgenoemde werkte aanvankelijk ook als onderwijzer en dirigent van het fanfareorkest. Al spoedig werd een voltallig muziekkorps gevormd. Dit korps heeft vermoedelijk ook in 1876 aan een Grand Festival de Fanfare et de chant d'ensembles te Lanaken deelgenomen.
De eerste dirigent Straetmans werd rond de eeuwwisseling opgevolgd door Gustaaf Francis de Pauw een zeer bekend musicus en dirigent uit Maastricht. Na zijn overlijden in 1943 werd hij opgevolgd van zijn zoon Désiré de Pauw, die nog meer dan 25 jaar in de functie als dirigent van de fanfare verblijft. Bij deze dirigenten werd ook het muzikaal niveau van het fanfareorkest verbetert.
Tussen de beide wereldoorlogen heeft de vereniging een eigen verenigingslokaal gebouwd.
Het fanfareorkest heeft aan nationale en internationale wedstrijden deelgenomen en goede resultaten behaald. In 1978 werd men vice-kampioen van België in de afdeling uitmuntendheid.
In 1960 werd binnen de vereniging een drumband opgericht. De drumband is zeer succesrijk en in de superieure afdeling behaalden zij onlangs hun vierde nationale titel en een gouden medaille tijdens het Wereld Muziek Concours te Kerkrade.

## Tegenwoordig
In de drumband musiceren momenteel 25 muzikanten en de fanfare telt tegenwoordig 55 muzikanten. Sinds de 150 jaar viering bestaat er ook een leerlingenorkest.

## Dirigenten
- 1848-1900 Dhr. Straetmans
- 1900-1943 Gustaaf Francis de Pauw
- 1943-1970 Désiré de Pauw
- 2009-... Sjef Ficker